# Кевасалма
Ке́васалма — деревня в составе Куганаволокского сельского поселения Пудожского района Республики Карелия.

## Общие сведения
Расположена на юго-западном берегу озера Водлозеро.
В деревне расположена ныне не действующая часовня Успения Пресвятой Богородицы.

## Население
Численность населения в 1905 году составляла 78 человек.
| 2002 | 2010 | 2013 |
| ---- | ---- | ---- |
| 12   | ↘8   | →8   |